# Cuticularia ilicis
Cuticularia ilicis är en svampart som beskrevs av Ducomet 1907. Cuticularia ilicis ingår i släktet Cuticularia, divisionen sporsäcksvampar och riket svampar.   Inga underarter finns listade i Catalogue of Life.